# Haus Steinfunder

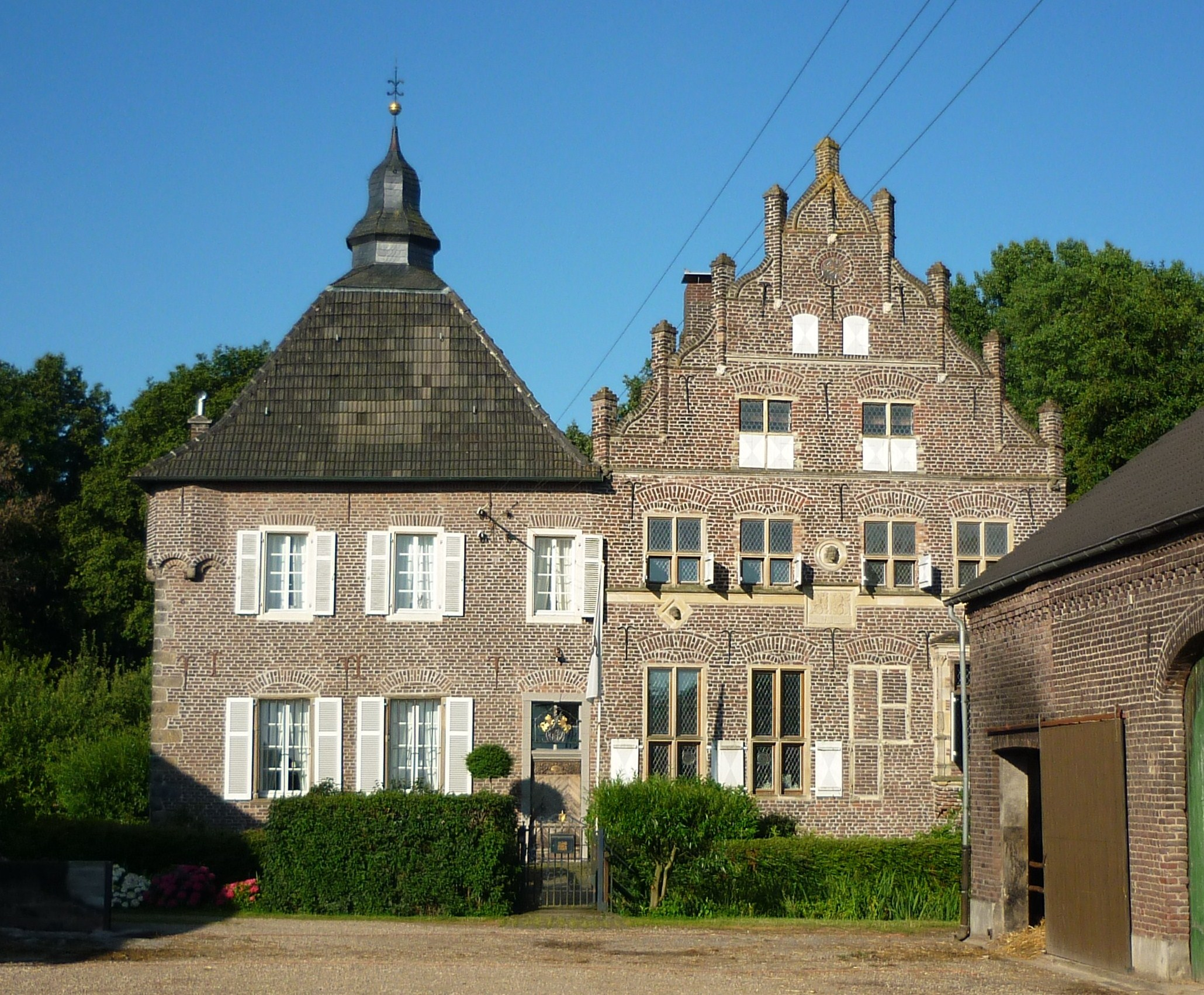
Haus Steinfunder, Ansicht von Nordosten

Das Haus Steinfunder ist ein ehemaliger Adelssitz im Kempener Stadtteil Schmalbroich und gehört zu den rund 400 kleineren Rittergütern und Herrensitzen am Niederrhein. Die denkmalgeschützte Anlage liegt am östlichen Rand der breiten Niersniederung und wurde am 26. September 1983 in die Liste der Baudenkmäler in Kempen aufgenommen. Ihr Name ist von einer Brücke (Fondern) aus Stein abgeleitet.
Im 14. Jahrhundert erstmals urkundlich erwähnt und damals zum kurkölnischen Amt Kempen gehörig, stammt das heutige Herrenhaus wahrscheinlich aus der Zeit um 1600 und wurde Ende des 17. Jahrhunderts von der Familie Hoff erweitert. Das Haus befindet sich heute in Privatbesitz und kann nicht besichtigt werden. Von der Straße hat ein Besucher aber gute Sicht auf die Anlage, deren Herrenhaus zu Wohnzwecken und die Vorburg landwirtschaftlich genutzt wird. Bisweilen dient Haus Steinfunder auch als Location für Film- und Fotoaufnahmen.

## Beschreibung
Haus Steinfunder ist eine zweiteilige Anlage, bestehend aus einem Herrenhaus auf einer grabenumwehrten Insel und einer nordöstlich davon liegenden Vorburg. Deren Gebäude sind modernen Datums und werden heute noch landwirtschaftlich genutzt.

Grundriss des Erdgeschosses

Das Herrenhaus besitzt einen winkelförmigen Grundriss und besteht aus zwei Gebäudeteilen, die aus unterschiedlichen Bauphasen stammen. Der ältere Nordwestteil ist ein zweigeschossiger Fachwerkbau mit hohem Satteldach und Staffelgiebeln aus Backstein. In seinem nördlichen Bereich ist das Fachwerk noch sichtbar, während seine südliche Partie in der zweiten Hälfte des 20. Jahrhunderts mit einer Ziegelmauer verkleidet wurde. Seine Schaufassade befindet sich an der Nordost-Seite und besitzt werksteingerahmten Kreuzstockfenstern mit Entlastungsbögen sowie profilierte Sandsteinbänder, welche die Fassade in horizontaler Richtung gliedern. Weitere Schmuckelemente der Front sind drei Kopfskulpturen – eine davon als Medaillon ausgeführt – in den Formen der niederrheinischen Renaissance des späten 16. Jahrhunderts. Zwei von ihnen stellen das damalige Besitzerehepaar dar. Ähnliche Medaillons finden sich auch an Haus Zelem und Schloss Rheydt. Ein in den 1990er Jahren erneuertes Steinrelief zeigt das Allianzwappen Theoderich van der Parts und seiner Frau Anna van Neerhave mit der Inschrift: THE(O)DERICH VA(N) DER PART / ANN(N)A VAN NEERHAVE(N) SI(N) H(UIS)F(ROUWE) 1566. Der Schmuckgiebel besitzt gemauerte, übereck gestellte Fialen auf Maskenkonsolen aus Sandstein. Ein kleiner Erker komplettiert den architektonischen Schmuck der Schaufassade. An dieser Seite des Hauses findet sich auch der Haupteingang, zu dem eine hölzerne Brücke über den Wassergraben führt. Eine weitere Brücke führt von Südwesten auf die Herrenhausinsel. Die dortige Giebelseite ist schlichter gehalten. Sie besitzt Querstockfenster und drei gemauerte Aborterker. Im Giebelbereich finden sich Ausfluglöcher des ehemaligen Taubenschlags. Dem älteren Nordwestbau schließt sich im Süden eine quadratische Erweiterung aus der Zeit des Barocks an. Seine zwei Geschosse sind von einem mehrfach abgeknickten Pyramidendach mit turmähnlichen Dachreiter bekrönt. Der Bauteil vermittelt auf den ersten Blick den Eindruck, wesentlich älter zu sein als er tatsächlich ist, weil er spätmittelalterliche Architekturelemente imitiert und damit an einen Wohnturm jener Epoche erinnert. Zu diesen Elementen zählen zum Beispiel zwei polygonale Eckwarten an den beiden Südecken. Die wesentlich dünneren Mauern dieses Gebäudeteils zeugen aber davon, dass er wesentlich jünger als der nordwestliche Bau ist. Seine Errichtungszeit kann auf die 1690er Jahre datiert werden, denn eine Inschrift auf einem Eckstein lautet A 1691 J B H (A(nno) 1691 J(ohann) B(ertram) H(off)), und auf einem Dachbalken im Gebäudeinneren findet sich die mit roter Farbe gemalte Jahresangabe 1693. Das Innere dieses Erweiterungsbaus wird auf beiden Etagen jeweils von einem einzigen großen Saal eingenommen. In dem des Obergeschosses hingen früher vier Gemälde aus dem 18. Jahrhundert mit Darstellungen der damals bekannten Kontinente Afrika, Asien, Amerika und Europa. Sie befinden sich heute im Ratssaal von Oedt.

## Geschichte
Als „Gut op den Steinvondern“, das zuvor „Loefsittart“ geheißen hatte und zu dem damals etwa 100 Morgen Landbesitz gehörten, wurde die Anlage um 1360 im Besitz eines Wilhelm von Hüls erstmals urkundlich erwähnt. Sie stand an der Schlecke, einem Bach der zu jener Zeit die Grenze zwischen den kurkölnischen Ämtern Oedt und Kempen bildete. Am 10. Januar 1389 trug Lewe von Hüls sein „huyss genant Funderen, gelegen by der Gassendunck“ dem Kölner Erzbischof Friedrich III. von Saarwerden zu Lehen auf und räumte ihm zugleich das Öffnungsrecht ein. Es ist jedoch nicht ganz sicher, dass es sich bei Lewes Besitz tatsächlich um Haus Steinfunder gehandelt hat. Fest steht lediglich, dass es sich um ein festes Haus im Amt Kempen gehandelt hat, weil der damalige Amtmann von Kempen als Zeuge genannt wurde. Vielleicht hatte sich Lewe von Hüls zu dieser Lehnsauftragung entschieden, um zu verhindern, dass Kurköln sein neugebautes wehrhaftes Haus direkt wieder niederreißen ließ.

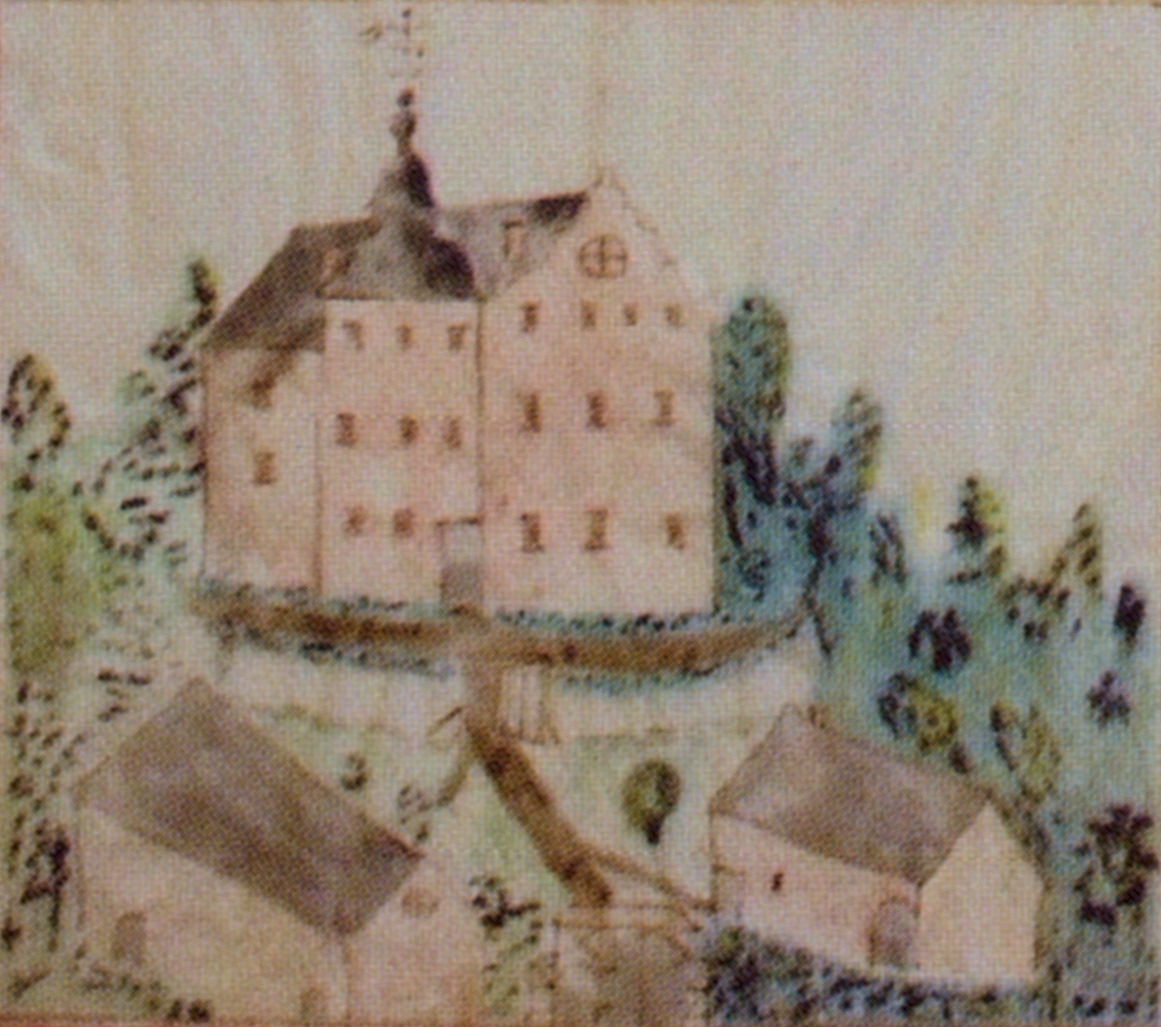
Haus Steinfunder, Darstellung auf einer Karte von 1801

In der zweiten Hälfte des 16. Jahrhunderts war die Anlage im Besitz von Theoderich van der Part (von der Portzen) und seiner Frau Anna van Neerhave (von Nierhoven). Deren Enkel Gebhard und Dederich teilten den Besitz, und Gebhard veräußerte seinen Anteil 1672 an Christian Hoff, den kurkölnischen Kellner und Amtmann von Kempen und Oedt. Nur zwei Jahre später erwarb dieser auch die andere Hälfte an Steinfunder von Gebhards Bruder. Wahrscheinlich war es Christians Sohn Johann, der dem Haus den heutigen Südbau hinzufügte. 1682 erhielt die Anlage den Status eines Adelssitzes und die damit einhergehende Steuerbefreiung, als seine Besitzer in die Adelsmatrikel aufgenommen wurden. Johanna Catharina, Witwe des Schultheißen Johann Bertram Hoff, veräußerte den Besitz im Jahr 1729 an den Vogt zu Neuss, Johann Hermann Josef Sybenius und seine Frau Maria Anna Eva Daniels. 1802 verkaufte dann Franz Anton Sybenius, Sohn des Kempener Schultheißen Johann Wilhelm Sybenius, Haus Steinfunder an das Ehepaar Johann Joseph Horten und Sybilla Catharina Hüttmann. Anlässlich dieses Geschäfts wurde eine Karte des zum „Steinforther Hof“ gehörigen Besitzes erstellt, auf der auch eine Zeichnung des damaligen Hauses zu sehen ist. Die Tranchotkarte von 1802 zeigt, dass die Vorburg der Anlage um die Wende vom 18. zum 19. Jahrhundert noch einen eigenen Wassergraben besaß, der heute vollkommen verschwunden ist. Außerdem existierte zu jener Zeit südlich des Haupthauses eine zweite von Wassergräben umgebene Insel.
In den 1990er Jahren erwarb der Düsseldorfer Kunsthändler Karl-Ernst Becker die derweil marode Anlage und ließ sie restaurieren. Durch ihn wurde auch wieder ein kleiner symmetrisch gestalteter Barockgarten südwestlich der Wassergrabens angelegt. Seit 2005 ist Haus Steinfunder Eigentum von Doris Zehr.